# Ecuadorianische Billie-Jean-King-Cup-Mannschaft
Die ecuadorianische Billie-Jean-King-Cup-Mannschaft ist die Tennisnationalmannschaft von Ecuador, die im Billie Jean King Cup eingesetzt wird. Der Billie Jean King Cup (bis 1995 Federation Cup, 1996 bis 2020 Fed Cup) ist der wichtigste Wettbewerb für Nationalmannschaften im Damentennis, analog dem Davis Cup bei den Herren.

## Geschichte
1972 nahm Ecuador erstmals am Billie Jean King Cup teil. Das bisher beste Abschneiden war das Erreichen des Achtelfinales 1972.

## Teamchefs (unvollständig)
- Manuel Balda

## Bekannte Spielerinnen der Mannschaft
- Maria-Dolores Campana
- Nuria Niemes